# Cantó de La Fresnaye-sur-Chédouet
El cantó de La Fresnaye-sur-Chédouet és un cantó francès del departament de Sarthe, situat al districte de Mamers. Té 12 municipis i el cap es La Fresnaye-sur-Chédouet.

## Municipis
- Aillières-Beauvoir
- Blèves
- Chassé
- Chenay
- La Fresnaye-sur-Chédouet
- Les Aulneaux
- Lignières-la-Carelle
- Louzes
- Montigny
- Neufchâtel-en-Saosnois
- Roullée
- Saint-Rigomer-des-Bois

## Història
| Data d'elecció                           | Identitat           | Partit                        | Qualitat |
| ---------------------------------------- | ------------------- | ----------------------------- | -------- |
| 1945-1957                                | Bernard d'Aillières | RI                            |          |
| 1957-2001                                | Michel d'Aillières  | CNIP, després RI, després UDF |          |
| 2001-                                    | André Trottet       | RPR, després UMP              |          |
| les dades anteriors no són pas conegudes |                     |                               |          |
|                                          |                     |                               |          |

## Demografia
| A partir de 1990: Població sense dobles comptes |